# Miniopterus africanus
Miniopterus africanus là một loài động vật có vú trong họ Dơi muỗi, bộ Dơi. Loài này được Sanborn mô tả năm 1936.